# Lone Pine
Lone Pine é uma Região censo-designada localizada no estado americano da Califórnia, no Condado de Inyo.

## Demografia
Segundo o censo americano de 2000, a sua população era de 1655 habitantes.

## Geografia
De acordo com o United States Census Bureau tem uma área de 48,5 km², dos quais 48,2 km² cobertos por terra e 0,3 km² cobertos por água. Lone Pine localiza-se a aproximadamente 1382 m acima do nível do mar.

## Localidades na vizinhança
O diagrama seguinte representa as localidades num raio de 56 km ao redor de Lone Pine.